# روبرت شارفنبرج

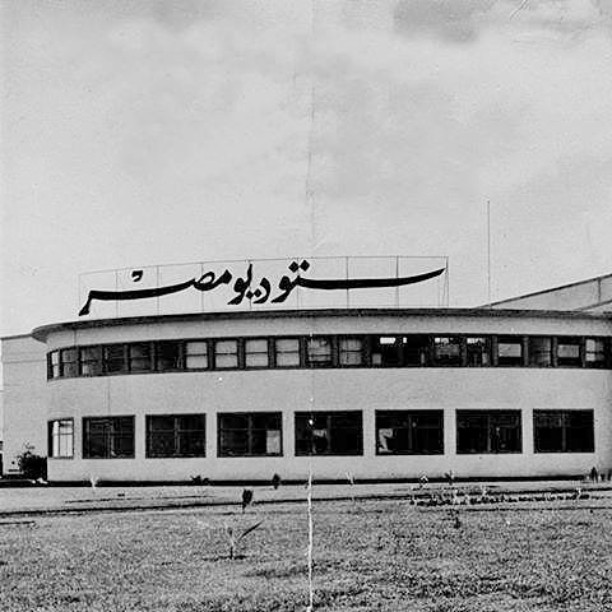
صورة لاستديو مصر قديمة

روبرت شارفنبرج بالالمانية Robert Sharfenberg (بالألمانية: Robert Scharfenberg)‏ وهو مهندس ديكور ومناظر في ظهر في بدايات السينما المصريه فهو الخبیر الألماني الذي استخدمه طلعت حرب لكي یجهز ستوديو مصر بكل ورش النجارة والجبس والحدادة وكذلك مخازن الإكسسوار والملابس. واشرف علي إنتاج مناظر وديكورات 73 فيلم مصرى.
هو من مواليد 1900 في ألمانيا وتوفى في القاهرة، وهو والد (المُمَنتجة) أو (محرر الأفلام) الافلام المشهورة انجا شارفنبرج التي عملت مع زميلتها ميلا في كثير من الافلام المصريه.
هرب من الرايخ هو ابنته إلي مصر بسبب اسلوب هتلر السيئ في إدارة ألمانيا في هذا الوقت قدم شافنبرج تجربتین هامتین في السينما المصرية أولاهما فیلم «لیلى البدویة» عام 1937 حیث حاول فیه أن یعطي الجو الفارسي القح للفترة من بوابة قصر كسرى إلى قاعة الاحتفالات ثم حج ارت المخطیات وقاعة مجلس الملك وتتضح خشونة طابع التصمیم المعطي لأغلب هذه الأماكن بل وفقدانها في بعض الأحیان للنسب الصحیحة بالإضافة إلى عدم تمیز الزخارف الفارسیة المستخدمة على الجدارن والأرضیات مما أفقد الأماكن كثیراً من بهائها ورونقها. إما التجربة الثانیة فهي الفیلم المصري «لاشین» عام 1939 ویبدو فیه مدى حرص شارفنبرج على إظهار طابع الفخامة لقصر السلطان من تعدد العقود المنفذة بمقرنصات عدیدة وتوشیة العقود وزخرفة نبایتة مذهبة فضلاً عن إضافة حلیات ركنیة بارزة. وقد تم توظیف الدیكور توظیفاً درامیاً مع التشویه الذي یعطي الأشیاء والخلفیات شكلاً عضویاً وكأن الروح قد دبت فیه. وأیضاً استخدام السلالم استخداماً روحیًا في مشاهد كثیرة بحیث تبدو وكأنها مسكونة. ونلاحظ مدى توظیف الدیكور في قاعة العرش عند دخول لاشین بعد الانتصار حیث نرى قاعة ذات أعمدة ولها باب له عقد جیل، كما استخدم مقر لاشین في قصره بطریقة درامیة جمیلة بحيث بنیت له خلفیات محكمة حیة وغیر مرسومة حیث إن السطح كان مفتوحاً على السماء مباشرتاً.

## أعماله
- 1927: Kira Kiralina / Кира Киралина
- 1928: Dornenweg einer Fürstin
- 1929: Jenseits der Straße
- 1929: Mutter Krausens Fahrt ins Glück'
- 1932: Kuhle Wampe oder: Wem gehört die Welt? (auch Co-Produktionsleitung)
- 1932: Was gibt‘s Neues heut‘ ? (Kurzfilm, auch Produktionsleitung)
- 1933: Schleppzug M 17
- 1934: Het meisje met den blauwen hoed
- 1936: La gloire du régiment (nur Drehbuchmitarbeit)
- 1939: لاشين
- 1941 :سى عمر
- 1943: طاقية الاخفا
- 1944 :نادوجا
- 1945: اول الشهر
- 1946: ما أقدرش
- 1947: زهره
- 1948: القتيل
- 1948: نحو المجد
- 1952: Ena votsalo sti limni… (auch Kostüme)
- 1954: دايما معاك
- 1959: احترس من الحب
- 1961 :اسماعيل يس في السجن
- 1963 :الناصر صلاح الدين
- 1969 : نادية

## وصلات خارجية
- روبرت شارفنبرج على موقع IMDb (الإنجليزية)
- روبرت شارفنبرج على موقع قاعدة بيانات الأفلام السويدية (السويدية)
- روبرت شارفنبرج على موقع قاعدة بيانات الفيلم (الإنجليزية)
- روبرت شارفنبرج على موقع كينوبويسك (الروسية)